# Bromierzyk (powiat płocki)
Bromierzyk – wieś sołecka w Polsce położona w województwie mazowieckim, w powiecie płockim, w gminie Staroźreby. 
| SIMC    | Nazwa                | Rodzaj    |
| ------- | -------------------- | --------- |
| 0576467 | Pieńki Bromierzyckie | część wsi |

Nazwa wsi pochodzi od imienia Bromir.
W latach 1975–1998 miejscowość należała administracyjnie do województwa płockiego.
W Bromierzyku znajduje się jedna szkoła podstawowa. Wieś należy do parafii św. Onufrego w Staroźrebach.